# كريشنان ساسيكيران
كريشنان ساسيكيران Krishnan Sasikiran (ولد في 7 يناير 1981) لاعب شطرنج هندي يحمل لقب أستاذ كبير. 
عمل مساعداً لفيشي أناند في بطولة العالم عام 2013. 
فاز ببطولة الهند للشطرنج في 1999، 2002، 2003، 2013. وبطولة آسيا للناشئين في عام 1999. ودورة هاستنغز الدولية للشطرنج عام 2001. والبطولة الآسيوية الفردية عام 2003. وكأس بوليتيكين عام 2003.

## روابط خارجية
- كريشنان ساسيكيران على موقع الاتحاد الدولي للشطرنج (الإنجليزية)
- كريشنان ساسيكيران على موقع مباريات الشطرنج (الإنجليزية)
- كريشنان ساسيكيران على موقع 365Chess.com (الإنجليزية)
- كريشنان ساسيكيران على موقع Chesstempo.com (الإنجليزية)
- كريشنان ساسيكيران على موقع اتحاد المراسلات الدولية للشطرنج (الإنجليزية)
- كريشنان ساسيكيران سجل أولمبياد الشطرنج على موقع OlimpBase.org (الإنجليزية)